# Šarūnas Marčiulionis
Raimondas Šarūnas Marčiulionis (ur. 13 czerwca 1964 w Kownie) – litewski koszykarz, jeden z pierwszych europejskich graczy zatrudnionych w NBA. Mając 196 cm wzrostu, grał na pozycji rzucającego obrońcy. Złoty medalista olimpijski z Seulu z drużyną ZSRR. Członek koszykarskich galerii sław: Basketball Hall of Fame oraz FIBA Hall of Fame.

## Życiorys

### Kariera sportowa
Karierę rozpoczął w wieku 17 lat w klubie BC Statyba z Wilna. Wybrany w drafcie NBA przez Golden State Warriors w 1987, rozpoczął występy w lidze dwa lata później. Stał się pierwszym pochodzącym z ZSRR koszykarzem, który podpisał kontrakt z klubem z NBA. Grał w Oakland przez następne cztery lata, mając regularne miejsce w składzie. W sezonie 1991/1992 zajął drugie miejsce w głosowaniu na najlepszego „szóstego” zawodnika ligi NBA. Po odniesieniu kontuzji i dłuższej przerwie w występach w 1994 został sprzedany do Seattle SuperSonics, po roku do Sacramento Kings, a karierę w NBA zakończył w Denver Nuggets po sezonie 1996/1997.
Był reprezentantem ZSRR w koszykówce. Z drużyną tą zdobył dwa medale mistrzostw Europy, a także złoty medal Letnich Igrzysk Olimpijskich w 1988. Na początku lat 90., po odzyskaniu niepodległości przez Litwę, praktycznie samodzielnie zorganizował narodową litewską drużynę koszykarską. Zatrudnił młodych i perspektywicznych koszykarzy, namówił do występów weteranów, wynegocjował umowy z producentami obuwia i strojów, a przede wszystkim znalazł sponsorów (jednym z nich została grupa muzyczna Grateful Dead). Drużyna zdobyła brązowy medal na igrzyskach w Barcelonie w 1992. Obroniła tę pozycję także na następnych igrzyskach w Atlancie w 1996. Wcześniej w 1995 zespół wywalczył srebrny medal na mistrzostwach Europy w Atenach, a Šarūnas Marčiulionis został uhonorowany tytułem MVP tego turnieju.
W 2014 został włączony do Basketball Hall of Fame wraz z m.in. Mitchem Richmondem, Alonzo Mourningiem i Davidem Sternem.

### Pozostała działalność
Studiował dziennikarstwo na Uniwersytecie Wileńskim.
W 1993 założył zawodową ligę koszykówki Lietuvos krepšinio lyga i został jej pierwszym prezesem. W 1998 utworzył Północnoeuropejską Ligę Koszykówki (NEBL) i objął w niej funkcję komisarza. Zajął się również prowadzeniem działalności gospodarczej jako właściciel hotelu Šarūnas oraz centrum Forum Palace w Wilnie.
W 2019 z ramienia Litewskiego Związku Rolników i Zielonych uzyskał mandat posła do Parlamentu Europejskiego IX kadencji, jednak wkrótce po wyborze zrezygnował z możliwości jego objęcia.

## Osiągnięcia

### Reprezentacja
Drużynowe
- Mistrz:
  - olimpijski (1988)
  - Europy U-18 (1982)
- Wicemistrz:
  - Europy (1987, 1995)
  - świata U-19 (1983)
- Brązowy medalista:
  - mistrzostw Europy (1989)
  - olimpijski (1992, 1996)

Indywidualne
- MVP Eurobasketu (1995)
- Zaliczony do składu najlepszych zawodników Eurobasketu (1995)
- Lider:
  - strzelców Eurobasketu (1995)
  - igrzysk olimpijskich w asystach (1992)[7]
  - Eurobasketu w skuteczności rzutów z gry (1995 – 65,9%)[8]

### Inne
- Czterokrotny sportowiec roku na Litwie (1987, 1989–1991)
- Zawodnik roku – Mister Europa European Player of the Year Award (1988)[9]
- Wybrany do:
  - grona 50. najlepszych zawodników w historii rozgrywek FIBA (1991)
  - Koszykarskiej Galerii Sław:
    - im. Jamesa Naismitha (2014)[10]
    - FIBA (2015)[11]

## Odznaczenia
- Order Wielkiego Księcia Giedymina klasy IV, III i I[12]